# Siats
Siats meekerorum
Genre
Espèce
Siats est un genre éteint de grands dinosaures théropodes allosauroïdes, appartenant à la famille également éteinte des néovénatoridés.
Il était précédemment classé dans un autre clade de théropodes, les Megaraptora. Le squelette d’un spécimen a été découvert dans la formation géologique de Cedar Mountain en Utah. Cette formation est datée du début du Crétacé supérieur (Cénomanien inférieur), Siats a ainsi vécu il y a environ 98,5 Ma (millions d'années).
Une seule espèce est rattachée au genre, Siats meekerorum, décrite par Lindsay E. Zanno (d) et Peter J. Makovicky (d) en 2013.

## Description

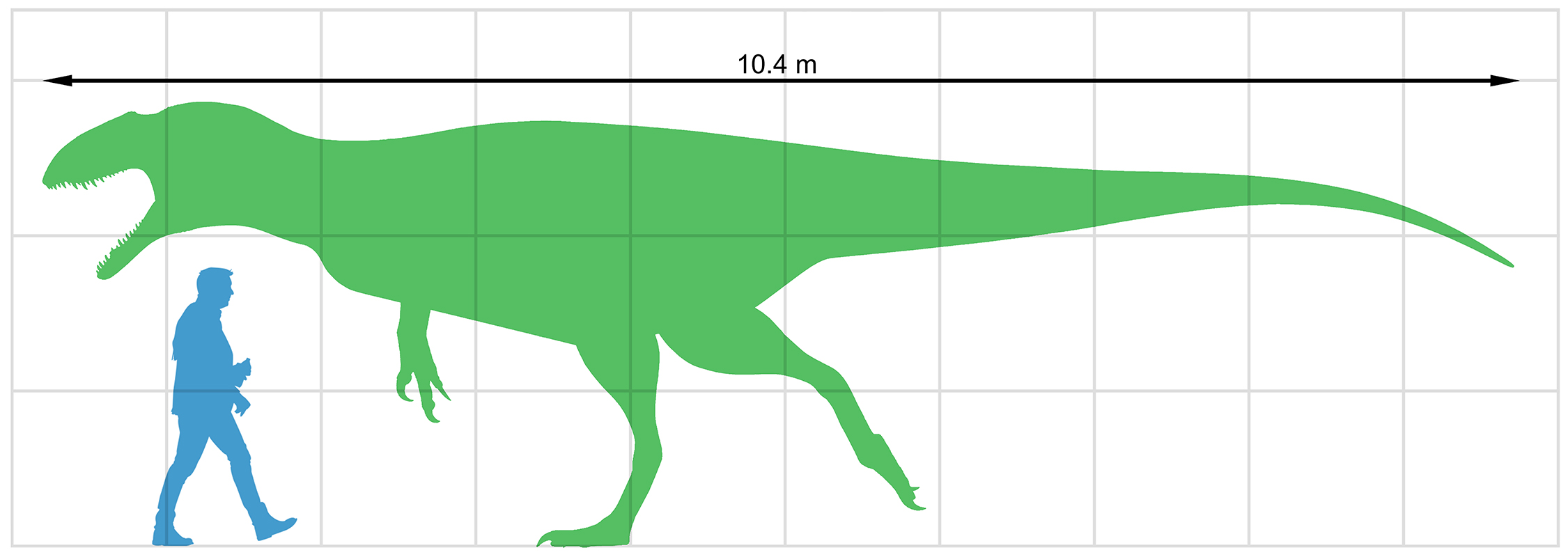
Comparaison de taille entre Siats et un être humain.

Le spécimen holotype, référencé FMNH PR 2716, est un squelette d'un animal de 9 mètres de long, considéré comme immature car ses arcs neuraux ne sont pas encore fusionnés au corps vertébraux (centra) des vertèbres dorsales.
Il est caractérisé, entre autres, par la morphologie de ses vertèbres avec des caudales distales à section triangulaire et de larges épines neurales sur ses vertèbres dorsales.
Siats est un des plus grands théropodes nord-américains. En se basant sur la taille de son fémur et en le comparant à ceux d'autres mégaraptoriens, Zanno et Mackovicky en 2013, ont estimé sa longueur totale à 11,90 mètres, et sa masse à 4 tonnes. Malgré le fait qu'il s'agisse d'un animal qui n'avait pas encore atteint son âge adulte, sa taille est déjà comparable à celle des genres Saurophaganax et Acrocanthosaurus.
La découverte de Siats dans le Crétacé supérieur d'Amérique du Nord révèle également que les allosauroïdes n'ont pas cédé la domination aux tyrannosauroïdes comme superprédateurs dans cette région au cours du Crétacé supérieur.

## Étymologie
Le dinosaure Siats meekerorum est nommé d'après un monstre mangeur d'hommes de la mythologie du peuple amérindien des Utes qui vivent en Utah et au Colorado.